# Дебрене (област Добрич)
 За другото българско село вижте Дебрене (Област Благоевград).  
Дебрене е село в Североизточна България. То се намира в община Добричка, област Добрич.

## География
Дебрене е малко китно селце на 28 км. от Варна и на 19 км от Албена. Намира се в равнинно-хълмист район, като почти отвсякъде е обградено с гори. Чист въздух, зеленина и слънце редуват ветровитите зими. Селото е много чисто и тихо, няма производство или друго промишлено замърсяване, намира се на разстояние 4 км от главния път Варна-Добрич. Пътната мрежа е в много добро състояние. Самото село се намира изключително лесно – по вятърните турбини встрани от пътя.
Дебрене е предпочитана крайна дестинация за постоянно или сезонно пребиваване от много чужденци, главно заради чистия въздух, обширната зеленина и близостта му до Варна.

## История
На 3,5 километра североизточно от днешното село, в местността Славна канара, са открити останки от късноантична крепост, използвана до средата на X век. В нея е разположена и трикорабна църква с дължина 22 метра от втората половина на VI век. Към археологическия материал от разкопки на крепостта спадат четири монети на император Лъв VI Философ (886–912), сабя, датирана в края на IX –
началото на X в. и ремъчни украси, които имат паралели в маджарски гробове от Украйна и Унгария, датирани в същия период.
През социалистическия период от 1950 до 1958 г. в толбухинското село функционира ТКЗС „Девети септември”.

## Население
Преброяване на населението през 2011 г.
Численост и дял на етническите групи според преброяването на населението през 2011 г.:
|                     | Численост | Дял (в %) |
| Общо                | 92        | 100,00    |
| Българи             | 72        | 78,26     |
| Турци               | 0         | 0,00      |
| Цигани              | 9         | 9,78      |
| Други               | 0         | 0,00      |
| Не се самоопределят | 0         | 0,00      |
| Неотговорили        | 11        | 11,95     |

## Културни и природни забележителности
В селото се намира църквата „Св. Великомъченик Георги Победоносец“, построена през 1882 година за период от около 10 години. В архитектурен план храмът представлява трикорабна базилика в гръцки стил. Храмът е паметник на културата.

## Редовни събития
В село Дебрене се провежда ежегодният културен фестивал – „Песни и танци от слънчева Добруджа“, в който всяка година вземат участие приблизително 2000 групи и индивидуални изпълнители. Сцените обикновено се разполагат в гората над селото, където се събират ежегодно над 10000 посетители, като всяка година броят им нараства. Поради културната си значимост е внесено искане в министерски съвет това събитие да се обяви за национално.

## Други
Село Дебрене се намира само на 3 км от село Прилеп (Чукурово), известно с това, че там бе посрещнат принц Чарлз на посещението си през 2003 година. Пътят между Дебрене и Прилеп не е асфалтиран, но е напълно проходим с лека кола в недъждовно време.